# Mondigny

Mondigny este o comună în departamentul Ardennes din nordul Franței. În 1 ianuarie 2022 avea o populație de 193 de locuitori.